# Will Malone
Will Malone is een Brits muziekproducent die heeft samengewerkt met artiesten als Black Sabbath, Iron Maiden, Todd Rundgren, The Verve en Massive Attack. In 1976 coverde hij samen met Lou Reizner het Beatlesnummer You Never Give Me Your Money, voor de muzikale documentaire All This and World War II